# L'Invention de Hugo Cabret
Cet article concerne le roman illustré pour enfant. Pour son adaptation au cinéma, voir Hugo Cabret.
L'Invention de Hugo Cabret (titre original : The Invention of Hugo Cabret) est un roman illustré pour enfant écrit et illustré par l'auteur américain Brian Selznick. Publié dans sa langue d'origine aux États-Unis le 30 janvier 2007 par les éditions Scholastic Press, il est traduit en français en 2008 par la traductrice Danièle Laruelle. Le roman a obtenu en 2007 la médaille Caldecott, qui distingue l'illustrateur du meilleur livre pour enfant américain de l'année.
L'intrigue du roman se situe à Paris, en France, en 1931. Hugo Cabret, personnage principal du récit, est un orphelin de douze ans dont le père horloger vient de mourir. Le livre s'inspire de la vie du cinéaste Georges Méliès, ses films, et sa collection d'automates.

## Adaptation
En 2011, Martin Scorsese adapte le roman dans le film Hugo Cabret qui sort en 3D. Asa Butterfield interprète Hugo Cabret.